# Johannes von Valence
Der heilige Johannes von Valence (* 1070 bei Lyon; † 21. März 1145 in Valence, Frankreich) war von 1141 bis 1145 Bischof von Valence. 
Johannes war zunächst Zisterzienser-Mönch im Kloster Cîteaux. 1118 wurde er zum ersten Abt des neu gegründeten Klosters Bonnevaux ernannt. 1141 folgte die Ernennung zum Bischof von Valence. Es wird gesagt, dass er sich für diese Aufgabe so unwürdig fühlte, dass er bei der Bischofsweihe zum Altar gezerrt werden musste. Als Bischof machte er sich vor allem durch sein soziales Engagement verdient.
Johannes wurde in der Kathedrale von Valence beigesetzt. Eine Vita wurde im 12. Jh. von Girald von Valence verfasst.
Seine Gebeine ruhten dort, bis sie 1562 von den Hugenotten zerstört wurden. Am 9. Dezember 1903 approbierte Pius X. die Verehrung als Heiliger, zusammen mit dem heiligen Theobald von Vienne.